# 香港國歌
自1841年開埠至1997年移交，香港為大英帝國殖民地和屬土，使用英國國歌《天佑吾皇》或《天佑女皇》。二戰日佔時期，亦曾使用大日本帝國國歌《君之代》。1997年香港移交以来，使用中华人民共和国国歌《義勇軍進行曲》。
在2019年反修例運動爆發之後，《願榮光歸香港》亦被香港民間部分聲音以及海外的香港民主運動支持者的支持者稱作「香港國歌」。因《願榮光歸香港》在網絡上廣泛流傳，造成爾後被其他機構，如世界冰球锦标赛等，誤認為是在香港被官方使用的國歌，並引起廣泛爭議及討論。

## 歷史
香港开埠以前未确立国歌。
1842年，清朝與英國簽署《南京條約》，將香港島割讓予英國，英屬香港政府開始在當地使用英國國歌《天佑女皇》；1901年，維多利亞女皇逝世，爱德华七世即位國王，英國國歌改詞為《天佑吾皇》。
第二次世界大戰期間，日軍侵佔香港，佔領地政府將日本國歌《君之代》譯成七言漢詩《皇祚》。
1945年8月15日香港重光後，英國恢復對香港管治，《天佑吾皇》恢復在香港作為國歌使用。1952年，伊莉莎白二世登基，国歌再改為《天佑女皇》。
1997年7月1日香港移交，中華人民共和國國歌《义勇军进行曲》成為在香港被官方使用的國歌。2017年11月4日，中華人民共和國第十二屆全國人大常委會第三十次會議表決通過將《中華人民共和國國歌法》正式納入香港基本法附件三中。2020年6月，《國歌條例》通過，訂定香港在須奏唱國歌的場合中使用中華人民共和國國歌，並制定有關國歌使用的規例及罰則。

## 非官方國歌
2019年的反對《逃犯條例修訂草案》運動發生後，香港民間部分聲音以及海外的香港民主運動及香港獨立運動支持者將反修例運動的代表歌曲《願榮光歸香港》稱作“香港國歌”。
2022年開始，數項國際體育賽事上在為香港隊演奏國歌時誤播《願榮光归香港》或在播放《義勇軍進行曲》時誤植畫面文字為《願榮光归香港》，主辦單位均指是源於Google搜尋結果。2022年11月在Google以中文、英文及韓文搜尋香港國歌最前列的結果均為《願榮光歸香港》。香港特區政府曾要求Google搜尋「香港國歌」（"Hong Kong national anthem"）時以中華人民共和國國歌作為首個搜索結果。而Google則在12月中旬回應，搜索結果由演算法形成，無法人為竄改，拒绝該要求。
香港保安局局长鄧炳強对Google的决定表示“非常遗憾”，並批評Google在處理相關事件上存在「雙重標準」。中華人民共和國外交部發言人汪文斌表示「支持香港特區政府堅定維護國歌尊嚴」。天旭科技行政總裁楊全盛評論該事件，稱「Google推脫說無法控制演算法只是一個藉口」；他引述歐盟類似事件，表示Google只有在面臨罰款的情況下才會配合處理申訴人指出的錯誤內容，並建議特區政府嘗試以法律途徑解決。香港中文大学法学副教授柯丽娜評論Google不太可能故意為之，算法可能是因为这首歌曲广受欢迎才将其排名推到了搜索结果的首位。有香港網友於2023年4月18日發現Google搜尋「香港國歌」置頂結果為政制及內地事務局網站且能在該網站直接下載名為汉语拼音「Guoge」的純音樂、人聲伴唱及影片版的中華人民共和國國歌檔案，但在香港及澳門以外搜尋香港國歌置頂結果仍為《願榮光歸香港》。建制派立法會議員邱達根認為要立法禁止搜尋香港國歌時出現反修例歌曲。
2023年6月5日，特區政府律政司以《願榮光》會被當作香港國歌為由入稟高等法院申請禁制令，禁止公眾人士在任何平台以任何方式傳播、表演、印刷、出版、出售、分發、傳布、複製或展示歌曲《願榮光歸香港》，包括其旋律、歌詞、MV、手語和各種語言的版本，或成為香港開埠以來第一首官方明文禁止的歌曲。同年7月28日，高等法院法官以臨時禁制令與港區國安法及現行刑事法例衝突為由，拒絕批出禁令。2024年5月8日，香港律政司上訴得直，法庭頒布臨時禁制令。5月14日，YouTube表示對裁決失望，惟將遵守禁制令。

## 誤播國歌事件

### 2022年亞洲七人欖球系列賽
2022年11月13日，亞洲七人欖球系列賽南韓站，主辦方將《願榮光歸香港》作為「香港國歌」（the Hong Kong national anthem）播放的事件，香港特區政府對此表示不滿，隨後主辦方致歉並保證類似情況不會再次發生。

### 2022年杜拜亞洲經典健力錦標賽誤播國歌事件
2022年12月2日，亞洲經典健力錦標賽（Asian Classic Powerlifting Championship 2022），在香港運動員連煒楨（Susanna Lin）於女子「所有年齡組別及體重級別47公斤」賽事中奪金牌。其後大會將《願榮光歸香港》當成中國國歌《義勇軍進行曲》播放，奪得獎牌的連煒楨（Susanna Lin）在播放至16秒時，按照港協暨奧委會最新指示，展示「T字」手勢示意叫停，是新指引上月底推出後首宗，大會擾讓約一分鐘才改播正確國歌。

### 2023年世界冰球錦標賽誤播國歌事件
2023年2月28日，香港冰球協會參加世界冰球錦標賽第三級別賽事中，播放國歌時出錯的事件。
本事件是繼韓國亞洲七人欖球系列賽誤播國歌事件和杜拜亞洲經典健力錦標賽誤播國歌事件後，第三宗港隊在海外進行比賽期間誤播國歌事件。
香港冰球協會於2023年2月28日參加世界冰球錦標賽第三級別賽事中播放中國國歌時出錯的事件。
賽後播放國歌環節時，主辦單位播錯國歌，有隊員做出T字手勢叫停，其後大會道歉並更正。香港冰協先後遞交報告，港協則指有理由相信香港冰協未按指引，亦批評冰協對事件的答覆；冰協作出澄清，指一直按照指引。波斯尼亞冰協指賽前已接收來自港隊領隊提交、載有中國國歌檔案的USB，但技術人員自行網上搜尋；國際冰聯亦承認是主辦方出錯。
香港冰協發聲明，承認當時未能成功與主辦單位檢查國歌，而未有後備方案去避免事件發生，雖指引並無就有關情況給予指示，但冰協已多次致歉；又否認港協所指般持迴避態度，亦指港協冀證只有冰協有錯，港協反而質疑球員成績，批評港協最不尊重運動員。港協其後否認質疑球員成績。5月，冰協提交有關報告。

### 時間線
香港冰球男子隊於波斯尼亞薩拉熱窩舉行的世界冰球錦標賽分組賽擊敗伊朗，賽後播放中國國歌環節時，主辦單位錯播反修例歌曲《願榮光歸香港》。約10秒後，有港隊成員隨即做出T字手勢叫停，並有隊員上前向賽會反映，大會其後道歉指會更正，事隔兩分鐘，大會播放出正確的中國國歌《義勇軍進行曲》。

#### 政府要求港協跟進
3月1日，冰協發聲明，指冰協對播錯國歌事件感到十分失望，以及採取零容忍態度，亦成功用手勢示意阻止播放國歌。同日，特區政府有關事件表示強烈不滿，指香港運動員已按指引即時作出抗議，促使主辦機構立即作出更正，肯定香港運動員當場維護國家尊嚴的表現，已要求港協展開深入調查，包括有關體育總會有否按指引即場向賽事主辦機構再次核對即將使用的國歌為正確版本，並敦促港協暨奧委會盡快提交報告，嚴肅跟進事件。
3月3日，港協指香港冰協未跟指引索取工具包，要求冰協詳細調查。根據有關指引，工具包括兩份儲存正確國歌的硬件（電腦硬碟或USB），以及兩面區旗，並鼓勵體育總會使用由其提供的工具包，體育總會亦可於中華人民共和國中央人民政府入口網站下載國歌使用及自行採購區旗，必須確保所使用的版本正確。
3月10日，港協收到冰協的報告並呈交政府，認為有理由相信香港冰球協會未並沒有按相關指引行事，亦應更嚴謹地按照指引要求，認為冰協明顯沒有遵從指引要求，故建議對冰協實施可行而恰當的懲處。特區政府表示，已接獲初步調查報告，將嚴肅檢視有關報告，重申對是次播放國歌時出錯強烈不滿，絕不姑息。
3月20日，港協暨奧委會表示，收到由冰協提交的補充報告，正審視報告內容。
3月23日，港協暨奧委會與香港冰協開會商討事件。港協指冰協有好大改善空間，稱希望大家給予時間，待24日港協董事會會議後，將向公眾詳細談論對事件的後續行動。冰球港隊領隊關婉儀表示，同意有很大改善空間，但承認雙方有誤會，已提交報告澄清，未知港協是否接受，又表示「唔擔心，無得擔心，因為有問題、出錯咗就係出錯咗 」，但個人而言感到無辜。

#### 港協批評冰協 惟冰協澄清
3月24日，港協暨奧委會董事局討論事件，認為冰協有不足，管理層責無旁貸，批評冰球協會對事件的答覆，基本上是「講咗當做咗」，認為冰協管治出問題。其認為冰協的補充報告仍屬片面之詞，若冰協有遵從指引規定，應可避免事件發生。港協指，曾多次聯絡冰協管理層，要求交代詳情及會面。但除冰協領隊回應傳媒查詢外，冰協至提交補充報告前，都未曾正面答覆，認為其重視程度嚴重不足，採取迴避態度。3月28日，行政長官李家超表示，若港隊有人未盡責，會有適當的跟進行動。
3月28日，冰協對外發表4頁聲明，逐點回應港協對冰協的批評。冰協指，多日來選擇沉默不回應，是希望透過承認不足，與港協共同商討改進的策略；惟令公眾對其有所誤解，故希望作出澄清。其指曾於3月10日向港協提出回港後見面交代，五日後收到港協來信要求補充回應兩點，並於20日提交報告及於23日見面，冰協在收到訊息後10分鐘內回覆表示同意，強調持續溝通，未曾失聯，亦沒有迴避。比賽現場只有領隊及教練二人帶領球隊作賽，其他執委實在無法前往現場支援及了解，在人手緊張等情況下，冰協強調已盡全力帶領球隊爭標及準時作出交代，但明白港協認為仍有不足，未來會按對方建議改善。其亦建議要求未能在現場核實國歌時，球員暫不進場。冰協指接受相應後果是預料之內，並就事件道歉，希望港協能視各體育總會為夥伴，共同做好避免播錯國歌的各項可行工作。
4月4日，港協暨奧委會就啓動暫停香港冰球協會會員資格的相關程序，要求冰協於一個月內就其未能按指引對國歌予以莊嚴的處理提交全面的書面解釋，否則暫停冰協會員資格。政府則支持啟動有關程序，表示一旦港協暨奧委會通過特別決議案落實暫停冰協的會員資格，政府會相應考慮在不影響運動員的前提下，削減對冰協的撥款資助，以作懲處。冰協指冰球協會主席簡揚傑作初步回應，強調協會當時有準備國歌檔案及合規格的香港旗幟，當時亦已提出嚴正交涉，又指港協要求屬會將國歌連結發至世界總會，是播錯國歌的第一個導火線，是對方認為已有香港的國歌，而沒有再安排見面以核對國歌版本及接受存有正確檔案的存儲設備，並表示冰協會全力配合要求，一個月內提交全面的書面解釋。傳媒對此跟進查證，發現港協在2022年11月發出的《指引》內的下載國歌連結，乃連接至簡體版中央人民政府網站，內容為簡體中文，外國人未必看得懂，下載到的WAV檔案名字也有機會因語言問題而亂碼。如果點選網頁右上方的「英語版」（「EN」字樣），只會跳到中央人民政府網站的英文首頁（而非英文版的下載國歌頁），要自行在網站中搜尋“National Anthem”後，到第八個結果才可以下載《義勇軍進行曲》，令外國人員要下載並播放正確的國歌十分困難。
4月6日，冰協稱，會應要求交報告，並就企業管治提出改善方案，但強調一直有按港協指引，以莊嚴方式處理國歌，指3月23日港協、冰協會面絕大部分時間沒討論報告內容，亦沒說領隊日後應如何處理，反而「質疑冰球項目每次比賽只得4至6隊，得到亞軍及季軍的成績並不突出」。其又強調其一直「無間斷」回應港協，否認港協所指般迴避回應，「只感到處理這次事件的港協人員，一直希望證明只有冰球協會有錯，而沒有認真看待港協自身在事件上的角色和責任」。冰協又承認當時未能成功與主辦單位檢查國歌，而未有後備方案去避免事件發生，雖指引並無就有關情況給予指示，但冰協已多次致歉。冰協指港協「三番四次在媒體中發出未符事實的評論」 ，「感到港協口口聲聲最尊重運動員，但實際上最不尊重香港運動員的付出及成就」。港協則否認會上有提及冰協「成績不突出」的言論。 國際冰聯指已就事件啟動調查，會見參與賽事的組委會人員及志願者，確定事件是無意犯錯造成，賽前主辦方或港隊沒有惡意不當行為；組委會主席及秘書長及國際冰聯錦標賽主席在會議上承認是主辦方出錯，已正式向港隊代表道歉。
波斯尼亞和黑塞哥維那冰球協會回覆傳媒查詢時指，賽前已接收來自港隊領隊關婉儀提交、載有中國國歌檔案的USB手指，但技術人員自行透過YouTube搜尋，強調事件屬處理音響的技術人員的無心之失，亦與港隊管理層無關，並且確認事發時香港隊作出了正確的回應。
冰球港隊副隊長沈卓謙表示，港隊歷史性取得第三名，但就因播放國歌出錯而變得政治化，球員的付出就無人問津，令他感到失望。有冰協港隊隊員認為，是次是主辦方出錯，但冰協受到牽連或被懲罰是不合理。
4月7日，港協暨奧委會就香港冰協向傳媒發表的言論及媒體就有關國歌事件的報道發聲明，指港協絕對尊重並肯定冰協運動員和領隊的付出，以及在播放國歌出錯事件上即時作出的行動和反應，並多次作出有關表態。其又認為冰協對維護國家尊嚴的重視程度不足，港協自有責任跟進冰協就沒有遵從《指引》的處理提交詳細解釋。港協指早前就播放國歌出錯事件向特區政府提交報告時，均附上冰協提交的書面報告以及相關電郵和文件，如實反映。對於是否暫停冰協會員資格，仍視乎冰協能否就事件提交全面的書面解釋，以及就其企業管治提出改善方案；若暫停冰協會員資格，亦必須通過特別決議案，交付全體會員討論及投票決定，絕非由港協自行裁決。為以公平客觀的方式作出判斷，港協在冰協就其違反有關指引要求提交書面解釋，以及就其企業管治提出改善方案之前，不會評論冰協向傳媒發放的回應。
4月8日，港協副會長王敏超被多次追問冰協事件，包括是否有港協人員質疑冰球運動員成績、會否修訂國歌指引等，表示不評論。同日，文化體育及旅遊局長楊潤雄稱冰協毋須花時間再作爭拗，表示「不牽涉信不信任誰的問題」，認為大家應集中在如何改善冰協管治問題，若能解決事情，就不牽涉暫停會籍或資源削減的問題。又指若需在資源上作懲處，對運動員的訓練及比賽資助亦不會減少，希望能令運動員安心。他指無辦法罰他們主辦方及國際冰聯，當局關注的是體育總會在可做的範疇內，有沒有依足指引辦事；又指體育總會不應當港協相關的指引是「交功課」，稱「如果即場看到可做更多事，為何當時不即時做？這些就是態度問題。」被問到有否向冰協直接了解，楊潤雄指各體育總會與港協有直接關係，政府很少介入體育總會運作，重申政府支持港協看法。他亦呼籲冰協盡快提交改善方案。 
同日（8日），冰協回應指，主席、秘書長及所有執委都是義務，不收分文，所有資助皆用於3位文員薪酬及強積金、訓練、比賽、本地聯賽，行政費用如核數及部分海外會議支出資助等。冰協表示，如政府希望削減海外會議支出，冰協會自行想辦法籌集資金出席會議，以免影響運動員出賽機會，強調削減任何資助都會影響運動員培訓及發展。回應楊潤雄稱重點不是懲罰冰協，指局長說法與港協一直的說法有所不同，表示首次得知政府意向，是希望該會優化及改善，懲罰並非重點。其又表示希望能直接與楊潤雄及身兼港協暨奧委會副會長的立法會議員霍啟剛會面，了解港協及政府具體想法，配合工作，指上周已開始準備就優化管治措施寫報告，又會深入檢討播錯國歌事件。

#### 冰協提交報告
5月4日，港協暨奧委會表示，收到冰協就事件提交的書面調查報告，以及就企業管治提出的改善方案。信中指，冰協再次為核對國歌工作不夠完美認錯，日後必須改善。同時，其否認港協多項指控，列出領隊關婉儀到埗當日起三日內如何分六次嘗試接觸主辦方核對，稱領隊已盡力嘗試按指引核實國歌，否認在過程中避事。當領隊核對時，只先後找到工人和救護員，其見到相信是文職人員時，再次出示USB，示意要核對國歌及找聯絡人，職員向她搖手示意，強調冰協從沒不莊重地處理及呈交國歌，與沒有足夠次數嘗試核對無關，反對港協暨奧委會的嚴重不公指控，反問沒有交到國歌，又如何可以不莊重地呈交，又反問港協沒有明確指出欠缺和補交哪些資料，並懇請港協理解冰協資源不足 。
5月5日，港協暨奧委會義務秘書長楊祖賜表示，就冰協之指控令公眾出現誤解感到非常遺憾及失望；並指冰協管理層諸多迴避，是基於客觀事實，指冰協無交代是何時提交、哪裡提交、有否以硬件方式提交國歌、以及有否要求主辦機構以書面確認。港協強調冰協報告中有關曾向主辦方提交USB之說法不實，指冰協代表三月與港協會面時，曾親口承認沒有預備USB，「錄咗音，好清晰」。
冰協領隊關婉儀回應指，在3月23日的會議期間確曾提及首次與主辦方職員見面時，沒有帶同載有國歌USB，當時她將USB放於隊巴上，強調其後再與該職員見面時，已嘗試向對方提交，重申對方稱已有檔案故拒收，指冰協報告無不實之處，希望對方再仔細聽取會議錄音，若仍有保留，她同意簽署授權信件，讓其直接向當地當局或人員取證了解。港協反指收到新一份報告前，從未獲告知冰協共與該主辦機構職員有兩次會面，並翻查3月23日當天會議錄音及文字紀錄，指冰協領隊會上並無提及曾經在第二次與主辦機構職員見面時，嘗試提交載有正確國歌的USB。 
冰協主席簡揚傑凌晨回應，指其不再沉默，如果港協一開始不是靠「六十年代的審犯恐嚇式質問」，而是有心與關婉儀把事件慢慢疏理出來，深信關婉儀不會「答到一忽忽」，又指領隊在極度惶恐及抱有歉意下盡力去解答，但換來的卻是一句毫無同理心及令人遺憾的「講咗當做咗」，指港協急不及待諉過於人，只以高高在上姿態，要求冰協再三提交報告，質疑早已認定冰協是犯人；並公開港協被指不尊重運動員的錄音文字謄本。港協於6日對冰協失實言論表示強烈反對及不滿，重申不欲作口舌之爭，稱冰協將查詢扭曲為盤問，製造港協負面形象，令人遺憾，強調在3月23日前，他從未就事件回答港協查詢，或以主席身分向公眾交代；又認為冰協只是斷章取義引述3月23日會議對話部分內容。冰協榮譽會長兼港協暨奧委會副會長霍啟剛冀輿論可以回到初心，討論如何更好堵塞國家安全漏洞。

#### 政府要求港協懲處
5月7日，文化體育及旅遊局局長楊潤雄指，冰協未有完全跟從指引、採取足夠措施確保主辧單位正確播放國歌，為明顯事實，冰協亦於報告中承認有關說法。當局會要求港協暨奧委會作合適懲處，事件應告一段落。他亦將要求港協盡快同冰協一同處理協會管治問題，就每項發現的問題詳細討論，找出及落實改善方案，向政府提交報告。
5月18日，港協暨奧委會決定，向香港冰協發出嚴厲「書面申斥」，指書面申斥較一般警告嚴重，但不涉削減資源，又稱播錯國歌的事件已「告一段落」。港協解釋是基於冰協參賽時，明顯未有遵從指引相關規定處理國歌，包括領隊沒將儲存正確國歌的硬件交予賽事主辦機構，及由主辦機構以書面確認收妥；而領隊亦沒在播放國歌前，即場向賽事主辦機構再次核對，為已確認的事實。」 同時港協會修訂指引，要求體育總會每次參與國際賽事前，均須向港協領取有標準國旗及國歌檔案的工具包，亦必須與主辦機構書面簽收，若主辦方拒絕核對，領隊必須拒絕出席頒獎禮。文體局局長楊潤雄就表示，非常支持港協的決定。